# Gmina Podravska Moslavina
Gmina Podravska Moslavina (chorw. Općina Podravska Moslavina) – gmina w Chorwacji, w żupanii osijecko-barańskiej.

## Miejscowości i liczba mieszkańców (2011)
- Gezinci - 33
- Krčenik - 334
- Martinci Miholjački - 37
- Podravska Moslavina - 798